# 브라이언 러셀 (농구 선수)
브라이언 러셀(Bryon Russell, 본명: 브라이언 디미트리스 러셀, Bryon Demetrise Russell, 1970년 12월 31일 ~ )은 미국의 전직 프로 농구 선수이다. 1993년부터 2006년까지 NBA(전미 농구 협회)에서 활동하는 동안 그는 덴버 너기츠, 워싱턴 위저즈, 로스앤젤레스 레이커스에서 뛰었으며 유타 재즈의 핵심 멤버로서 이들이 연속 NBA 결승전에 진출하도록 도왔다. 1997년과 1998년. 러셀은 또한 미국 농구 협회(ABA)의 할리우드 페임과 롱비치 브레이커스에서 뛰었다. 국제 농구 리그(IBA)의 로스앤젤레스 라이트닝에서 선수 생활을 마쳤으며 2009년 챔피언십에서 우승했다.